# 炎のボレロ
ミュージカル・ロマン『炎のボレロ』（ほのおのボレロ）は、1988年に宝塚歌劇団星組で初演された舞台作品。2020年に雪組で再演された。
占領下のメキシコを舞台に、家族を殺された青年の復讐劇。

## 公演記録

### 1988年
星組で初演された。15場。
併演はショー『Too Hot!』。
星組トップスター・日向薫の宝塚大劇場お披露目公演。 

### 2020年
雪組全国ツアーで再演された。 
併演は『Music Revolution!　-New Spirit-』。 

## 公演期間と公演場所
- 1988年2月19日 - 3月29日[3]（新人公演：3月8日[4]）　宝塚大劇場
- 1988年6月3日 - 6月29日[5]（新人公演：6月14日[6]）　東京宝塚劇場
- 2020年8月29日 - 9月6日[2]　梅田芸術劇場メインホール　※新型コロナウイルスの拡大を受け、全国ツアー公演（2020年5月2日 - 5月26日）は中止となり、梅田芸術劇場メインホール公演（8月17日 - 8月25日）は見合わせとなった。

## あらすじ
メキシコはナポレオン3世の傀儡政権マキシミリアン皇帝により占領されていた。遊学中に皇帝側のブラッスール公爵に両親と兄を惨殺されたアルベルトは復讐を誓い、メキシコに戻ってきた。
春祭りの夜、アルベルトは家出中の娘カテリーナと出会う。実は彼女はドロレス伯爵家の娘であり、ブラッスール公爵子息の婚約者であった。二人はやがて愛し合うようになる。
一方その頃、ブラッスール公爵の命を受けフランス軍将校ジェラールがアルベルトの行方を追っていた。白血病で余命少ないジェラールであったが、それを振り切るかのように執念深くアルベルトを追う。ウバンゴ（実は、マキシミリアン政権に抵抗する共和派）の酒場で働く恋人・モニカが彼を支えていた。
アルベルトは共和派に加入。仲間たちと共に革命軍に参加し、メキシコ独立のため、家族の復讐のためにブラッスール公爵に立ち向かう…

## 主な配役

### 1988年 (主な配役)
本公演
※役柄は出典していない（2017年2月現在）。
- アルベルト・カザルス（日向薫[3]） …惨殺されたカザルス侯爵家の次男。
- カテリーナ・ドロレス（南風まい[3]）…ドロレス伯爵の娘。
- ジェラール・クレマン（紫苑ゆう[3]） …フランス軍情報部大尉。
- ブラッスール公爵（麻月鞠緒[3]）…マキシミリアン皇帝政府の官房長官。
- オノリーヌ・オージュ伯爵夫人（藤京子[3]）…ブラッスール公爵の愛人。
- ドロレス伯爵（萬あきら[3]） …カテリーナの父。
- モニカ（毬藻えり[3]）…ウバンゴの酒場で働く。ジェラールの恋人。
- フラミンゴ（麻路さき[3]）…共和派のリーダー。
- ローラン（燁明[3]）…ブラッスール公爵子息。カテリーナの許婚。
- ファノ（あづみれいか[3]）…アルベルトの友人で共和派。
- テオドール（英りお[3]）
- ウパンゴ（一樹千尋[3]）…酒場の主人で実は共和派に属する。
- タイロン（夏美よう[3]）…従僕（実はブラッスール公爵を監視するスパイ）。
- リンゴー（大輝ゆう[3]）…共和派の仲間。
- カルメン（葉山三千子[3]）
- ミランダ（洲悠花[3]）

新人公演
※氏名の前に「宝塚」、「東京」の文字がなければ両公演共通。
- アルベルト（麻路さき[4]）
- カテリーナ（茜このみ[4]）
- ジェラール（大輝ゆう[4]）
- ブラッスール公爵（千秋慎[4]）
- オノリーヌ（綾瀬るり[4]）
- ドロレス伯爵（天地ひかり[4]）
- モニカ（宝塚：青山雪菜[4]、東京：乙原愛[6]）
- フラミンゴ（海峡ひろき[4]）
- ローラン（英りお[4]）
- ファノ（英真なおき[4]
- テオドール（絵麻緒ゆう[4]）
- ミランダ（宝塚：?、東京：万里柚美[6]）

### 2020年 (主な配役)
- アルベルト・カザルス（彩風咲奈）
- カテリーナ・ドロレス（潤花）
- ジェラール・クレマン（朝美絢）
- ブラッスール公爵（久城あす）
- オノリーヌ伯爵夫人（千風カレン）
- ドロレス伯爵（奏乃はると）
- モニカ（彩みちる）
- フラミンゴ（縣千）
- ローラン（叶ゆうり）
- ファノ（天月翼）
- テオドール（ゆめ真音）
- ウパンゴ（透真かずき）
- タイロン（真那春人）
- リンゴー（汐聖風美）
- カルメン（杏野このみ）
- ミランダ（琴羽りり）

## スタッフ

### 1988年 (スタッフ)
※氏名の後ろに「宝塚」、「東京」の文字がなければ両公演共通。
- 作・演出：柴田侑宏[1]
- 作曲・編曲：寺田瀧雄[3]
- 音楽指揮：橋本和明（宝塚）[3]、伊沢一郎（東京）[5]
- 振付：謝珠栄[3]
- 装置：大橋泰弘[3]
- 衣装：任田幾英[3]
- 照明：今井直次[3]
- 小道具：榎本満春[3]
- 効果：扇野信夫[3]
- 音響監督：松永浩志[3]
- 演出補：正塚晴彦[3]
- 舞台進行：恵見和弘[3]
- 舞台監督：横山美次（東京）[5]
- 制作：橋本雅夫[3]